# Cilou Annys
Cilou Annys (Brugge, 20 maart 1991) werd op 10 januari 2010 tijdens een live-uitzending die uitgezonden werd op VIJFtv en RTL TVI verkozen tot Miss België 2010. Ze werd op 20 september 2009 verkozen tot Miss West-Vlaanderen en is de vierde Miss België die sinds 1968 uit de provincie West-Vlaanderen komt, na Françoise Bostoen (1983), Stéphanie Meire (1993) en Annelien Coorevits (2007).
Annys studeert voor vertaler-tolk, Frans en Spaans aan de Hogeschool Gent.
Twee weken na haar verkiezing tot Miss België stond ze samen met Vlaams-nationalistisch politicus Bart De Wever op de cover van P-Magazine, wat in de Franstalige Belgische pers voor controverse zorgde. Achteraf verklaarde ze dat ze niets tegen België heeft.
Op 23 augustus 2010 behaalde Annys de 14de plaats op de Miss Universe-verkiezing. Annys nam in oktober 2010 deel aan de Miss World-verkiezing in China.  
Op 12 februari 2010 was ze met Niels Destadsbader teamlid voor de jaren 2000 in de generatieshow op Eén.
- Gemeinsame Normdatei: 1165891921
- Virtual International Authority File: 790153596619051900001